# McCreary (village)
Pour les articles homonymes, voir McCreary.
McCreary est un village du Sud-Ouest du Manitoba, au Canada. 535 personnes y résident selon le recensement de 1996. Il est entouré par la municipalité rurale de McCreary.

## Démographie
| 2001 | 2006 | 2011 | 2016 |
| ---- | ---- | ---- | ---- |
| 522  | 487  | 472  | 507  |